# Аріель Якобс
Аріель Якобс (фр. Ariël Jacobs, нар. 25 липня 1953, Вілворде) — бельгійський футболіст, що грав на позиції захисника. По завершенні ігрової кар'єри — тренер.
Найбільш відомий як тренер «Андерлехта», з яким став дворазовим чемпіоном Бельгії, а також володарем Кубка та Суперкубка Бельгії. Крім того працював за кордоном і з «Копенгагеном» ставав чемпіоном Данії.

## Ігрова кар'єра
Вихованець клубу «Дігем Спорт». У віці 17 років перейшов у «Расінг Вайт» який тоді був на підйомі, де рік грав за юніорську команду, після чого повернувся до рідної команди, де грав на дорослому рівні у регіональній лізі.
У 1975 році він перейшов до клубу четвертого дивізіону «Галле», а на початку 1980-х років грав у клубі другого дивізіону «Діст».
Згодом Якобс знову повернувся до «Дігем Спорту». Цього разу в статусі граючого тренера. У 1987 році Джейкобс остаточно припинив грати у футбол і повністю зосередився на кар'єрі тренера.

## Кар'єра тренера

### Ранні роки
Джейкобс працював державним службовцем у Постійному представництві Бельгії при НАТО в 1970-х і 1980-х роках, а у 1982 році він також почав працювати в Королівській Бельгійській футбольній асоціації (RBFA), де, зокрема, працював із молодіжною збірною та тренував арбітрів вищої ліги. В тому числі Якобс керував збірною до 20 років, яка зіграла на дебютному для себе Молодіжному чемпіонаті світу 1997 року в Малайзії. Там бельгійці дійшли до стадії 1/8 фіналу, де розгромно програли бразильцям 0:10.
В 1996 році Вілфрід ван Мур очолив національну збірну Бельгії, а Джейкобс став його помічником, паралельно продовжуючи працювати з «молодіжкою». Через рік ван Мура змінив Жорж Лекенс, але Джейкобс залишився на посаді асистента тренера національної команди.
У грудні 1998 року Якобс став головним тренером клубу «Моленбек» і майже два сезони він залишався тренером команди з Брюсселя, відкриваючи в тому числі молоді таланти. Найбільш відомим серед них став Тосін Досунму, майбутній нігерійський збірник і найкращий бомбардир чемпіонату Бельгії, який на дорослому рівні дебютував саме у Якобса. У 2001 році, коли клуб був у нижній частині турнірної таблиці, Якобс був звільнений 9 квітня 2001 року за 4 тури до кінця сезону.

### «Лув'єрваз»
У жовтні 2001 року на запрошення президента клубу Філіппо Гаона він став тренером «Лув'єрваза». Клуб показував погані результати, набравши одне очко в семи матчах, це спричинило звільнення Деніеля Леклерка, попередника Якобса. Аріелю вдалося уникнути вильоту та вивести клуб на 11-е місце. Наступного сезону клуб посів 15-е місце в лізі і ледь врятувався від вильоту. Натомість команда досягла успіху в Кубку Бельгії. 1 червня 2003 року на Стадіоні короля Бодуена, клуб Якобса обіграв «Сент-Трюйден» з рахунком 3:1 і здобув свій перший і єдиний великий трофей в історії клубу. Ця перемога дозволила клубу брати участь у Кубку УЄФА 2003/04, де команда помірялася силами із «Бенфікою». Домашній матч завершився внічию 1:1, але на «Ештадіу да Луж» була поразка з мінімальним рахунком, через що бельгійці вилетіли на першому ж етапі. Тим не менш те, що команда дала бій європейському гранду, мотивувало гравців на успішний чемпіонат і «Лув'єрваз» фінішував на восьмому місці в загальному заліку. Під час свого перебування з клубом Якобс продовжував виховати багато молодих талантів, в тому числі через його руки пройшли майбутні збірники, зокрема американець Огучі Оньєву, нігерієць Пітер Одемвінгіе, тоголезець Даре Нібомбе, бельгієць Сільвіо Прото та інші.

### Робота у «Генку» і повернення до тренерської діяльності
2004 року Якобс приєднався до «Генка» на посаду технічного директора. Він працював там протягом двох сезонів, а потім став тренером «Локерена». Перехід до нового клубу був менш успішним, і в жовтні 2006 року його було звільнено через кілька місяців після підписання контракту. У лютому 2007 року він очолив «Мускрон» і Якобсу вдалося зберегти клуб у першому дивізіоні, але контракт з тренером не було продовжено.

### «Андерлехт»
У червні 2007 року Джейкобс знову став помічником тренера, увійшовши до тренерського штабу Франка Веркаутерена в «Андерлехті». Незважаючи на те, що Веркаутерен був чинним чемпіоном країни з клубом на той момент, його було звільнено вже в листопаді після невдалого ігрового відрізку, хоча «Андерлехт» тоді ще грав у трьох турнірах одночасно. Якобс взяв на себе обов'язки головного тренера, а Веркаутерен був незадоволений тим, як його звільнили. Пізніше Якобс і Веркаутерен кілька разів зустрічалися один з одним як суперники, і Веркаутерен щоразу відмовлявся потиснути руку і уникав зорового контакту зі своїм колишнім помічником. У перші місяці на посаді головного тренера «Андерлехта» Якобс виграв Кубок Бельгії, який став для клубу першим за 14 років, а також поосів з командою друге місце у чемпіонаті.
Наступного сезону «Андерлехт» разом зі «Стандардом» посів перше місце у чемпіонаті, але в «золотих матчах» команда з Льєжа перемогла (1:1, 1:0) і другий рік поспіль стала чемпіоном, знову залишивши «Андерлехт» другим. Столичний клуб на чолі з Якобсом також не зміг кваліфікуватися до групового етапу Ліги чемпіонів, несподівано поступившись у кваліфікації білоруському БАТЕ.
У сезоні 2009/10 суперництво зі «Стандардом» досягло історичного максимуму. У грі чемпіонату між клубами льєжець Аксель Вітсель зламав ногу захиснику «Андерлехта» Марцину Василевському, після чого Джейкобс висловив своє невдоволення і дав зрозуміти, що на деякий час втомився від футбольного середовища. Тим не менш у грудні 2009 року він продовжив контракт з клубом і того ж сезону він завоював свій перший національний титул і був визнаний тренером року в Бельгії. У Лізі Європи команда також виступила вдало, дійшовши до 1/8 фіналу після перемог серед інших над «Аяксом», «Атлетіком Більбао» та «Динамо» (Загреб).
У сезоні 2010/11 «Андерлехт» знову посів перше місце за підсумками регулярного чемпіонату під керівництвом Якобса, але у чемпіонському плей-оф виступив вкрай невдало, поступившись не лише чемпіонством «Генку», а й втративши друге місце, яке давало місце Лізі чемпіонів. У єврокубках «Андерлехт» того сезону знову не потрапив у групу Ліги чемпіонів. В останньому кваліфікаційному раунді після драматичної серії пенальті бельгійці програли белградському «Партизану». Під час сезону RBFA заснувала Премію Гі Тіса і Якобс першим отримав приз. Трофей названий на честь колишнього тренера бельгійської збірної Гі Тіса, з яким Якобс певний час працював у Федерації.
Наступного року Якобс знову привів «Андерлехт» до чемпіонства в сезоні 2011/12. У Лізі Європи він пройшов груповий етап, але згодом вилетів у плей-оф від АЗ. Після завершення сезону президент клубу Роджер Ванден Сток, менеджер Герман Ван Холсбек і Якобс оголосили на прес-конференції, що тренер не підписуватиме новий контракт.

### «Копенгаген»
22 червня 2012 року Якобс підписав контракт на два сезони з данським «Копенгагеном». У єврокубках під керівництвом бельгійського фахівця копенгагенці почали вдало, пройшовши у кваліфікації Ліги чемпіонів принципового для Якобса суперника «Брюгге», але у останньому раунді данський клуб після додаткового часу програв французькому «Ліллю», вилетівши таким чином до Ліги Європи. У другому за престижністю євротурнірі «Копенгаген» також зіграв невдало, не зумівши вийти з групи. 
Тим не менш на внутрішній арені справи у команди пішли значно краще і 5 травня 2013 року Якобс здобув національний титул у складі «Копенгагена», який таким чином отримав право на прямий вихід до групового етапу Ліги чемпіонів 2013/14. Крім того Якобс став лише четвертим бельгійським тренером, який ставав чемпіоном як у Бельгії, так і за кордоном, після Мішеля Прюдомма, Раймона Гуталса та Еріка Геретса.
Наступний сезон почався для «Копенгагена» невдало. Столичний клуб набрав лише 2 очки в 5 матчах чемпіонату і таким чином опинився в зоні вильоту. В результаті 21 серпня 2013 року Якобс був звільнений, а до роботи з командою повернувся Столе Сольбаккен.

### «Валансьєнн»
14 жовтня 2013 року Якобс був призначений тренером французького «Валансьєнна» з Ліги 1. Однак він не зміг врятувати клуб від вильоту до Ліги 2, команда набрала 29 очок і демонструвала невтішні результати (зокрема, поразка з рахунком 2:6 від «Нанта»). Крім того клуб страждав на серйозні фінансові проблеми і навіть був під загрозою втрати професійного статусу, через що 10 липня 2014 року Якобс розірвав контракт із «Валансьєном» за взаємною згодою.

### Подальше життя
Надалі Якобс покинув футбольну роботу за сімейними обставинами, оскільки здоров’я його батьків погіршувалося. Відтоді Аріель отримав кілька пропозицій, але усі відхилив. Згодом Якобс працював у Pro League, де він був головою молодіжного комітету і розробив реформу молодіжної ліги U23. Після цього восени 2022 року Якобс обійняв посаду директору з футболу у клубі «Ауд-Геверле Левен».

## Титули і досягнення

### Як тренера
- Чемпіон Бельгії (2):

«Андерлехт»: 2009/10, 2011/12
- Володар Кубка Бельгії (2):

«Лув'єрваз»: 2002/03
«Андерлехт»: 2007/08
- Володар Суперкубка Бельгії (1):

«Андерлехт»: 2010
- Чемпіон Данії (1):

«Копенгаген»: 2012/13

### Індивідуальні
- Тренер року у Бельгії[nl]: 2010[13]
- Премія Гі Тіса[nl]: 2011[14]